# Richa Pallod
Richa Pallod,  née le 30 août 1980, est une mannequin et actrice indienne qui a figuré dans des films en hindi, en télougou, en tamoul, en kannada ainsi qu'en malayalam. Après être apparue en tant qu'enfant artiste dans Lamhe (1991), elle est à l'affiche dans un rôle primé dans Nuvve Kavali (en) (2000), son premier film en télougou. En outre, elle est à l'affiche dans plusieurs films en hindi, son apparition la plus notable étant dans Neal 'N' Nikki (2005) de Yashraj Films. Ses rôles dans les films tamouls Shahjahan (film) (en) (2001) et Unakkum Enakkum (en) (2006) peuvent être soulignés, tout comme sa participation  dans des films en kannada et en malayalam .

## Biographie
Richa fait son entrée au cinéma avec un petit rôle d'enfant artiste dans le film Lamhe (1991) puis Pardes (1997).
Elle a commencé le mannequinat à l'âge de 16 ans, et a figuré dans plus de cinq cents publicités. Elle est apparue dans les clips de Falguni Pathak (en) Yaad Piya Ki Aane Lagi et Piya Se Mil Ke Aaye Nain.
Richa a fait ses débuts au cinéma dans le film télougou, Nuvve Kavali (en) (2000), avec l'acteur Tarun (Telugu actor) (en), avec qui elle avait déjà joué dans une publicité tournée par Rajiv Menon (en) . Le film, qui dépeint l'amour entre deux amis d'enfance à l'université, est devenu un grand succès commercial et a remporté des critiques favorables, affirmant que Richa "ne semblait pas être une débutante" dans son rôle. De plus, ce rôle a permis à Richa d'obtenir le prix Filmfare de la meilleure actrice telugu en 2000,.
Elle fait ses débuts dans le cinéma tamoul en jouant le rôle principal face à Vijay dans Shajahan (en). Le film a été vraiment apprécié par les critiques et la performance de Richa a été notée comme ayant « fait peu de bien ». Son deuxième film tamoul était Alli Arjuna (en). Richa a joué le rôle d'une fille indépendante poursuivie de manière romantique par Manoj. Ce film a, de nouveau, reçu des critiques défavorables.
Son premier film hindi en tant qu'artiste confirmée était face à Fardeen Khan dans Kuch Tum Kaho Kuch Hum Kahein (en), le film fut un échec commercial[réf. souhaitée]. Richa a affirmé que le manque de promotion du projet pourrait avoir été la raison de la réponse terne envers le film[réf. souhaitée]. Ses films hindi suivants au cours des deux années suivantes étaient des projets à petit budget et n'ont pas bien réussi au box-office. De même, ses projets en Kannada ; Cheppale et Jootata, avec Sameer Dattani (en) ont également échoué commercialement, avec des critiques critiquant la performance de Richa dans ce dernier film. Richa est ensuite apparue dans Neal 'N' Nikki de Yashraj Films, avec Uday Chopra et Tanisha, jouant le rôle de Sweety,. Après que plusieurs de ses entreprises précédentes aient échoué, Richa a été forcée de jouer un rôle de soutien dans Unakkum Enakkum (en).
Richa a affirmé que les mauvaises relations publiques et le manque de promotion avaient conduit de prendre la décision de se retirer du cinéma, avant de revenir en 2009, avec sa première apparition dans un film en malayalam dans la vedette de Mammootty, Daddy Cool (2009 Malayalam film) (en). Jouant le rôle d'Annie Simon, mère d'un enfant de huit ans, son rôle a été acclamé par la critique et le film a été un succès commercial. En 2010, elle est apparue dans le film en langue telugu, Inkosaari (en) aux côtés de Raja et Manjari Phadnis (en) . Cependant, le film n'a pas eu le succès commercial escompté car il est sorti en même temps que le film à succès, Ye Maaya Chesaave (en).
Vers la fin de sa carrière d'actrice principale, Richa a participé à la réalisation de deux films tamouls inédits à petit budget, Nalvaravu et Kadhal Kalvan[réf. souhaitée]. En 2011, elle a été choisie pour être l'une des artistes de doublage hindi de la version doublée en hindi du film hollywoodien, X-Men : Le Commencement, lors de sa sortie en salles, peu après sa sortie en Amérique du Nord, doublage pour Rose Byrne. le rôle de Moira MacTaggert.
Richa a pris un congé sabbatique pendant quelques années après son mariage, avant d'apparaître dans Yagavarayinum Naa Kaakka / Malupu (ta) (2015), dans un second rôle.

## Filmographie

### Films
- 1991 : Lamhe : Pooja
- 1997 : Pardes
- 2000 : Nuvve Kavali (en) : Madhu
- 2001 : Chirujallu : Radhika
- 2001 : Prematho Raa (en)
- 2001 : Shahjahan (film) (en) : Maha
- 2002 : Alli Arjuna (en) : Savithri
- 2002 : Kuch Tum Kaho Kuch Hum Kahein (en) : Mangala Solanki
- 2002 : Holi (en) : Sandhya
- 2002 : Naa Manassista ra : Seershika
- 2003 : Tumse Milke Wrong Number (en) : Mahi Mathur
- 2003 : Kadhal Kirukkan (en) : Maha
- 2004 : Agnipankh (en) : Surbhi
- 2004 : Kaun Hai Jo Sapno Mein Aaya (en) : Mehek
- 2005 : Pellam Pichodu (en) : Priya
- 2005 : Neal'N'Nikki : Chérie
- 2005 : Chappale : Priya
- 2005 : Jootata : Nandini
- 2006 : Unakkum Enakkum (en) : Lalitha
- 2008 : Rab Ne Bana Di Jodi : Professeur de danse
- 2009 : Daddy Cool (2009 Malayalam film) (en) : Annie Simon
- 2010 : Inkosaari (en) : Deepa
- 2011 : Tell Me O Khuda (en)
- 2015 : Yagavarayinum Naa Kaakka (en) : Priya
- 2016 : Malupu : Priya

### Télévision
- 2012 : Ramleela – Ajay Devgn Ke Saath (en) : Sītā
- 2018 : Khan n° [14] : Tarini Bhatt

### Web séries
- 2020 : Your Honour : Indu Samthar[15]